# واسپ-۱۲۱
واسپ-۱۲۱ (انگلیسی: WASP-121) که با نام CD-38 3220 نیز شناخته می‌شود و رسماً دیلمون نام دارد، ستاره‌ای با قدر ظاهری ۱۰٫۴ است که تقریباً در فاصلهٔ ۸۵۸ سال نوری (۲۶۳ پارسک) از زمین در صورت فلکی کشتی‌دم واقع شده است.واسپ-۱۲۱ جرم و شعاعی مشابه خورشید دارد و میزبان یک سیاره فراخورشیدی شناخته شده است.
هرچند این ستاره از نظر محتوای کلی عناصر سنگین غنی از فلز است، اما از کربن تهی است. نسبت مولی کربن به اکسیژن ۰٫۲۳±۰٫۰۵ برای واسپ-۱۲۱ بسیار کمتر از نسبت مولی خورشید ۰٫۵۵ است.

## نامگذاری
نام واسپ-۱۲۱ نشان می‌دهد که این جرم ۱۲۱مین ستاره‌ای است که توسط (واسپ؛ جستجوگر با زاویهٔ دید گسترده) برای یافتن «ستارگان دارای سیاره» کشف شده است.
در اوت ۲۰۲۲، این منظومه در میان ۲۰ منظومه‌ای قرار گرفت که توسط سومین پروژهٔ نامگذاری جهان‌های فراخورشیدی نامگذاری شدند. نام‌های تأیید شده، که توسط تیمی از بحرین پیشنهاد شده بود، در ژوئن ۲۰۲۳ اعلام شد. واسپ-۱۲۱ به نام تمدن باستانی دیلمون نامگذاری شده است و سیاره آن تایلوس نام دارد که از نام یونانی باستانی بحرین گرفته شده است.